# 콰이어트 원 (1948년 영화)
《콰이어트 원》(The Quiet One)은 미국에서 제작된 Sidney Meyers 감독의 1949년 영화이다. 게리 메릴 등이 주연으로 출연하였다.

## 출연

### 주연
- 게리 메릴
- 도널드 톰슨

### 조연
- 에스텔 에반스
- 시드니 마이어스